# Eudorcas
Eudorcas è un genere comprendente alcune specie di gazzelle. Considerato originariamente come un sottogenere del genere Gazella, in seguito è stato elevato al rango di genere a sé stante. A questo genere appartengono tre specie, una delle quali è attualmente estinta:
- Genere Eudorcas
  - Gazzella di Thomson, E. thomsonii
  - Gazzella dalla fronte rossa, E. rufifrons
  - Gazzella rossa, E. rufina †